# Historia Mathematica
Historia Mathematica (nach ISO 4 abgekürzt Hist. Math.) ist eine vierteljährlich erscheinende Fachzeitschrift für Mathematikgeschichte bei Elsevier der International Commission on the History of Mathematics. Sie wurde von Kenneth O. May 1971 als freier Newsletter Notae de Historia Mathematica gegründet und ist seit der sechsten Ausgabe 1974 eine selbständige Zeitschrift.
Die ISSN ist 0315-0860.

## Herausgeber
- Kenneth O. May, 1974–1977
- Joseph W. Dauben, 1977–1985
- Eberhard Knobloch, 1985–1994
- David E. Rowe, 1994–1996
- Karen Hunger Parshall, 1996–2000
- Craig Fraser, Umberto Bottazzini, 2000–2004
- Craig Fraser, 2004–2007
- Benno van Dalen, 2007–2009
- June Barrow-Green, Niccolò Guicciardini, 2010–2013
- Niccolò Guicciardini, Tom Archibald, 2013-2015
- Tom Archibald, Reinhard Siegmund-Schultze, Nathan Sidoli, ab 2016